# Histiotus magellanicus
Histiotus magellanicus é uma espécie de morcego da família Vespertilionidae. Pode ser encontrada na Argentina e Chile.